# 琉球トラスト
株式会社琉球トラスト（りゅうきゅうトラスト）は、沖縄県那覇市に本社を置くテレビ番組・CM・ビデオパッケージ・ウェブサイト関係の制作、演出、ENGクルーや中継技術のスタッフ、人材派遣業務などを行う企業。

## 概要

### 所在地
- 沖縄県那覇市久茂地二丁目3番1号 琉球放送会館2階

### 設立年月日
- 1995年2月10日

### 組織
- 役員
  - 代表取締役社長 - 濱田建三
  - 代表取締役専務 - 大内輝久
  - 取締役 - 小禄邦男、木村寿行、堀越むつ子
  - 監査役 - 佐藤克美、川畑弘樹
- 制作部
  - 制作課
  - デジタルコンテンツ課
- 放送1部
  - CGタイトル課
  - 報道取材課
  - 編成課
  - CM課
- 放送2部
  - 送出技術課
  - 放送準備課
  - 技術管理課
- 総務部

### 取引先
放送局 ※50音順
- 北日本放送
- 九州朝日放送
- 熊本朝日放送
- 熊本県民テレビ
- TBSテレビ

- サンテレビジョン
- テレビ愛知
- テレビ朝日
- 東海テレビ放送
- 長野朝日放送

- 新潟テレビ21
- 日本放送協会
- フジテレビジョン
- 毎日放送
- 宮古テレビ

- 琉球朝日放送
- 琉球放送

プロダクションなど ※50音順
- アクティブスポーツブロードキャスティング
- アトリエ門口
- アビス
- RBCビジョン
- イデア・ワークス
- イースト
- ウェブキャスト・エコ
- エキスプレス
- エバーグリーン・デジタルコンテンツ
- 沖縄映像センター
- オフィスエム
- オレンジクリエーション
- 九州東通
- クラウド
- ケーアールケープロデュース

- コラボレーション
- ジェイ・スポーツ・ブロードキャスティング
- 時蔵
- スウィッシュ・ジャパン
- スローハンド
- スーパーテレビジョン
- 有限会社象
- 創輝
- テレコムスタッフ
- テレプロ
- ディアルモーション
- デジタルマーケット
- 電通パブリックリレーションズ
- ナック・ビジュアル
- 那覇市グラウンドゴルフ協会

- 日企
- 日本ケーブルテレビジョン
- バックアップメディア
- ビデオフォーカス
- ビデオパックニッポン
- 福島クリエイティブ
- フューチャープラネット
- 古舘プロジェクト
- フルハウス
- 文化工房
- ホームテレビ映像
- ホールマン
- メイクマン
- メディアジャパン
- ワイズビジョン

### 主な事業
- テレビ番組、中継、取材の技術・演出
- VTR編集、MA、CG技術
- 人材派遣業務
- DVD『沖縄・夏・エイサー』発売

## 番組協力実績

### 2010年
- 琉球放送
  - RBC THE NEWS
  - 第26回NAHAマラソン中継
- 琉球朝日放送
  - グルメちゃんぷる〜
  - ステーションQ
  - QAB報道特番「これが沖縄の総意だ！」
  - スーパーモーニング
  - 協会けんぽTV
  - こども環境調査隊特番
  - 高校野球開会式中継
- 日本テレビ
  - ザ!鉄腕!DASH!!
  - 人生が変わる1分間の深イイ話
- フジテレビ
  - めざましテレビ
- テレビ朝日
  - 報道ステーション
- 東海テレビ
  - 夢のちから
  - プラスポ
- 中京テレビ
  - スポーツスタジアムト
- テレビ愛知
  - L-1グランプリイン沖縄（中継）
- 毎日放送
  - 知っとこ!
- 朝日放送テレビ
  - 朝だ!生です旅サラダ
  - 虎バン
- 北海道テレビ放送
  - イチオシ!
- 熊本朝日放送
  - NEWS TRAIN
- J-SPORTS
  - GNウィークリー
- 記録
  - 国立劇場おきなわ
  - フクギの雫〜名古屋公演〜
  - 野村流新里光雄公演用DVD
- CM
  - メグリナ
  - QABサン宝石フェア
  - 地デジ年賀PR

### 2009年
- 琉球放送
  - RBC THE NEWS
  - かりゆし意見発表コンクール特番
  - 尚芭志ハーフマラソン in 南城市
  - NAHAマラソン（中継協力）
- 琉球朝日放送番
  - 沖縄こども環境ミーティング
  - 協会けんぽ
  - グッジョブ@Q
  - グルメちゃんぷるー
  - ステーションQ
  - 全国高校野球選手権 沖縄大会準決勝・決勝
  - 地球の声を伝えよう
  - 夏休みこども自由研究
  - ユキヒコ100%
- 日本テレビ
  - ぐるぐるナインティナイン
  - ザ!鉄腕!DASH!!
  - はじめてのおつかい
- フジテレビ]
  - めざましテレビ
- テレビ朝日
  - 小学生クラス対抗30人31脚 沖縄県大会
  - 選挙ステーション
  - FUTURE TRACKS→R
  - 報道ステーション
- 毎日放送
  - 知っとこ!
- サンテレビ
  - 熱血!!タイガース党
- BSフジ
  - ザ・パーセンティズム

### 2008年
- 琉球放送
  - FC琉球 VS 佐川印刷SC （中継協力）
  - 沖縄県民ゴルフジュニア選手権大会（中継協力）
  - 沖縄女子ゴルフ選手権大会（中継協力）
  - 尚巴志ハーフマラソン（中継協力）
  - スーパーJチャンネル九州・沖縄
  - 那覇大綱挽（中継協力）
  - 那覇まつりを盛り上げろ（中継協力）
  - 夢一直線
- 鹿児島放送
  - KKBスーパーJチャンネルかごしま
- 関西テレビ
  - にじいろジーン
- サンテレビ
  - ニュース・シグナル
- 琉球朝日放送
  - グルメちゃんぷるー
  - ステーションQ
  - 全国高校野球選手権 沖縄県大会決勝（中継協力）
  - 夏休みこども自由研究（中継協力）
- 日本テレビ
  - ザ!鉄腕!DASH!!
- テレビ朝日
  - スーパーJチャンネル
  - 報道ステーション
- テレビ東京
  - ペット大集合!ポチたま
- 毎日放送
  - ちちんぷいぷい

### 2005年 - 2007年
- 琉球放送
  - 那覇まつり 企業対抗スポレク大会
  - NAHAマラソン（中継協力）
- 琉球朝日放送
  - HD用オープニング・クロージング
  - 賢いマンション選び 最新物件トレンド情報-
  - くらしイキイキ
  - グルメちゃんぷるー
  - ステーションQ
  - チネマ・パラディーゾ
  - チャーガンジューTV
- 日本テレビ
  - はじめてのおつかいスペシャル
  - 伊東家の食卓
  - ザ!鉄腕!DASH!!
- BS日テレ
  - モノ☆ミュージアム
- フジテレビ
  - すぽると!
  - トリビアの泉 〜素晴らしきムダ知識〜
  - 新報道プレミアA
- テレビ朝日
  - スーパーJチャンネル
  - 報道ステーション
  - サンデープロジェクト
  - FUTURE TRACKS→R
  - いいはなシーサー
  - 美味紳助
  - 小学生クラス対抗30人31脚 沖縄県大会
  - SmaSTATION!!
  - 銭形金太郎
  - 女神のアンテナ
  - やじうまワイド
- TBS
  - NEWS23
- テレビ東京
  - 仲間由紀恵の蒼い地球
- 東海テレビ
  - スーパーサタデー
- メ〜テレ
  - さまぁ〜ずげりらっパ
- テレビ愛知
  - どらぐら2
  - 列島縦断!世界遺産を目指す旅
- 朝日放送
  - 新婚さんいらっしゃい!
  - ABCタイガース
- 長野朝日放送
  - みつめて!信州生テレビ
- サンテレビ
  - 熱血!!タイガース党
- 熊本県民テレビ
  - NNNニュースプラス1
- 広島ホームテレビ
  - 海のゆりかご「ハチの干潟」を守りたい]
- テレビ大阪
  - TV大阪もっと祭り
- BS-i
  - メディカルα
- BS朝日
  - 寿々楽々
- LEO-NET
  - LEO-NET GIRLS オーディション
- 北京電視台
  - 東芝植物楽園
- NHK-BS hi
  - わたしが子どもだったころ (テレビ番組)
- Active! Sports
  - バスケファンTV

### 1998年 - 2004年
- 琉球放送
  - NAHAマラソン（中継協力）
- 琉球朝日放送
  - Fashion Garden
  - mare
  - 沖縄から響け!エイサーの鼓動
  - グルメちゃんぷるー
  - ステーションQ
  - チネマ・パラディーゾ
  - らんちょんサミット）
- 日本テレビ
  - ザ!鉄腕!DASH!!
  - 投稿!特ホウ王国 2001SP
  - とびっきり夢教室
  - はじめてのおつかい
  - 有名人が通うマチャミ食堂 4
- フジテレビ
  - FNNスーパーニュース
  - すぽると!
  - 力の限りゴーゴゴー!!
  - トリビアの泉 〜素晴らしきムダ知識〜
  - プロ野球ニュース
- テレビ朝日
  - GALLAGE VANGUARD
  - Matthew's Best Hit TV
  - T×2 SHOW
  - THE STREET FIGHTERS
  - いきなり!黄金伝説。
  - 小学生クラス対抗30人31脚
  - スーパーJチャンネル
  - スーパーモーニング
  - ニュースステーション
  - 報道ステーション
  - ヤン坊マー坊天気予報
  - ワイド!スクランブル
- 東海テレビ
  - スーパーサタデー
  - 髙田道場・キッズファイターの夏
  - てれび博物館
  - ドラゴンズHOTスタジオ
  - ぴーかんテレビ 元気がいいね!
  - PRIDE王
- 中京テレビ
  - 24時間テレビ 「愛は地球を救う」 ありがとう
- 中部日本放送
  - サンデードラゴンズ
- メ〜テレ
  - ドラゴンズ倶楽部
  - Bella
- テレビ愛知
  - 遊びに行こっ!
- 毎日放送
  - いい朝8時
  - 知っとこ!
- NHK-BS
  - アジア情報交差点
- BS朝日
- 熊本朝日放送
  - 平成音楽大学〜2002華麗なる音楽の祭典
- BS朝日
  - 列島街道 ぶらり道の駅

## CM・VP・記録協力実績

### 2005年 - 2008年
- CM
  - マンガ倉庫
  - メイクマン「とことん特価祭」
- VP
  - Re ウォーキングスクール
  - アールイズ
- 記録
  - 海の教会アールイズ（挙式撮影）

### 2000年 - 2004年
- CM
  - メイクマン「とことん特価祭」　「JOY HOME　泡瀬店オープン編」
  - 与那原自動車「やんばーよ編」
- VP
  - アトリエカドグチ
  - 健康美人
  - ビクターエンタテインメント「名嘉睦念ティンガーラ」
- 記録
  - 国立劇場おきなわ
  - 世界ウチナーンチュ大会